# Odontophora lituifera
Odontophora lituifera är en rundmaskart som beskrevs av Christian Wieser 1959. Odontophora lituifera ingår i släktet Odontophora och familjen Axonolaimidae. Inga underarter finns listade i Catalogue of Life.